# Eugene Grazia
Pour les articles homonymes, voir Grazia (homonymie).
Eugene Grazia (né le 29 juillet 1934 à West Springfield et mort le 9 novembre 2014) est un joueur américain de hockey sur glace. Lors des Jeux olympiques d'hiver de 1960, il remporte la médaille d'or.

## Palmarès
- Médaille d'or aux Jeux olympiques de Squaw Valley en 1960